# Rallye Dakar 1983

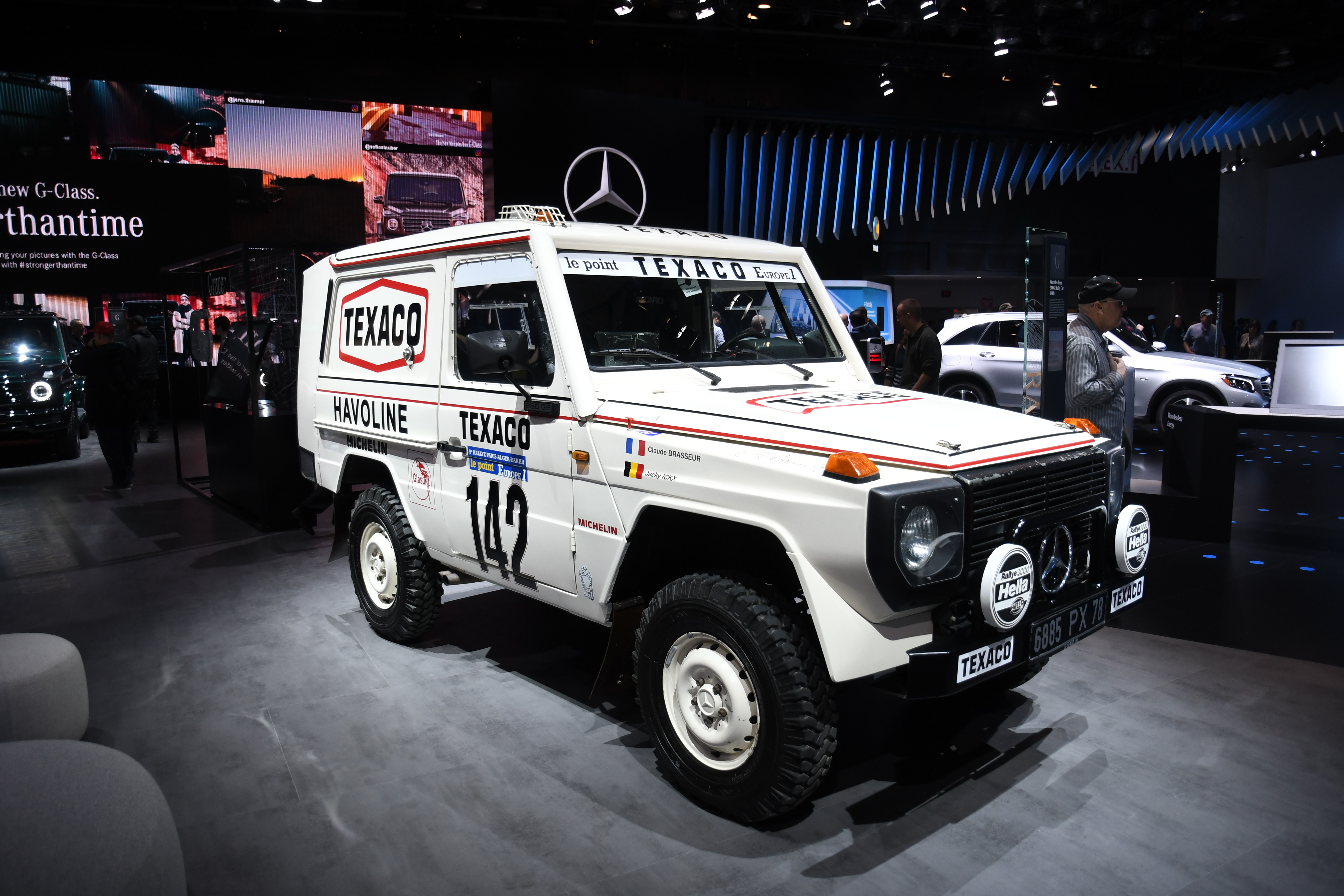
Siegerfahrzeug bei den PKW

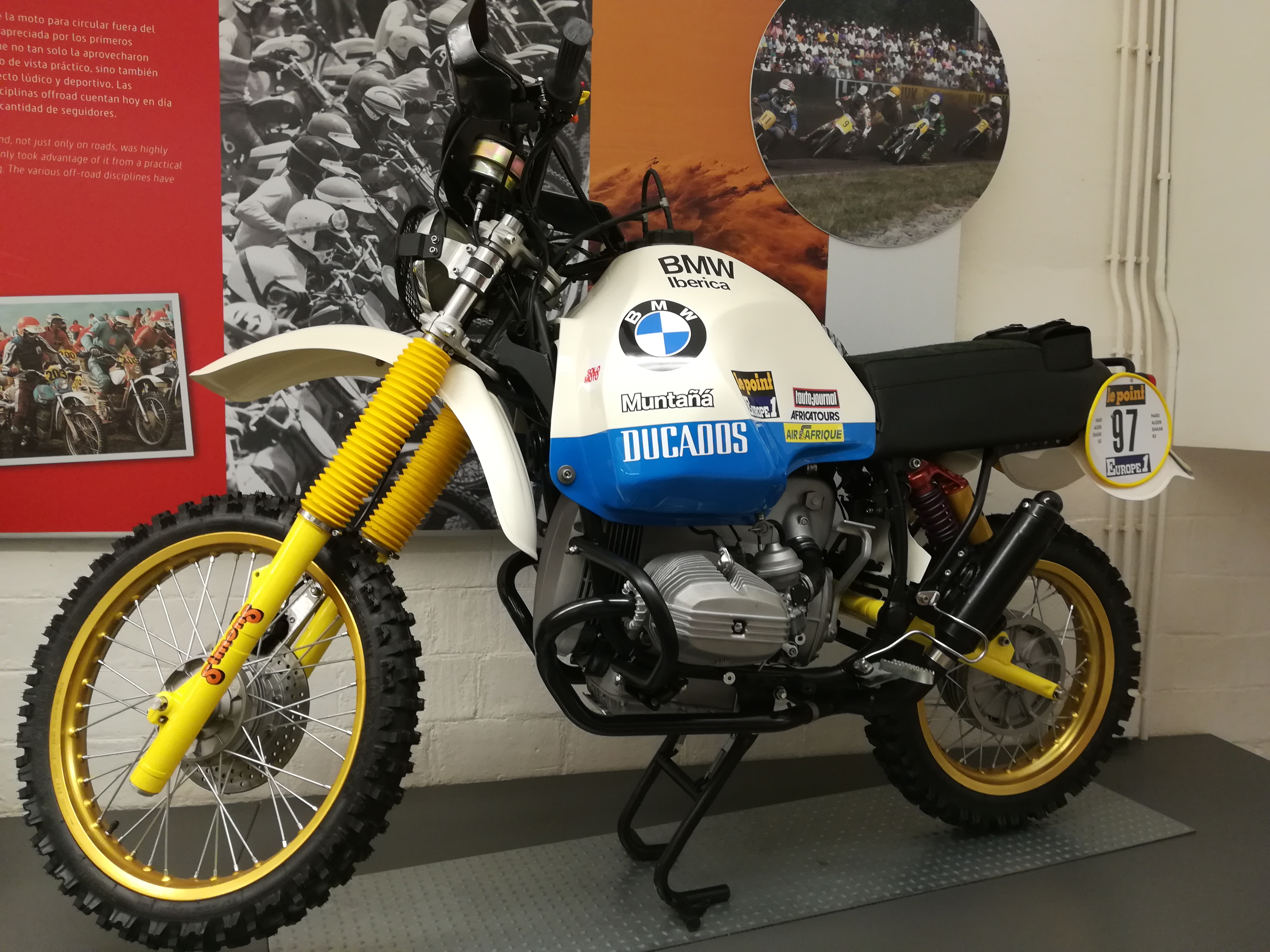
BMW R 80 G/S des Spaniers Joan Porcar Garcia

Die Rallye Dakar 1983 (Dakar 1983) war die 5. Ausgabe der Rallye Dakar. Sie führte vom 1. bis zum 20. Januar 1983 in 14 Etappen und über 10.000 km von Paris über Algerien, Niger,  Obervolta, Elfenbeinküste, Mali und Mauretanien nach Dakar.
Bei den PKW gewann Jacky Ickx, bei den Motorrädern Hubert Auriol.

## Ergebnisse
1983 gab es offiziell keine Einzelwertung für LKW, diese wurden zusammen mit den PKW gewertet.

### PKW
| Rang | Nr. | Fahrer                                | Hersteller     | Gesamtzeit |
| ---- | --- | ------------------------------------- | -------------- | ---------- |
| 1    | 142 | Jacky Ickx / Claude Brasseur          | Mercedes G 280 | 13.08.48   |
| 2    | 157 | André Trossat / Jean-Claude Briavoine | Lada           | + 00.07.10 |
| 3    | 158 | Pierre Lartigue / Destaillats         | Range Rover    | + 01.09.00 |
| 4    | 234 | Gérard Sarrazin / Bouille             | Range Rover    | + 06.13.49 |
| 5    | 165 | Médéric Simbille / Simbille           | Mercedes 280GE | + 06.55.48 |
| 6    | 153 | Guy Colsoul / Lopes                   | Mercedes 280GE | + 09.16.36 |
| 7    | 272 | Jean-Jacques Ratet / Jacquemard       | Toyota FJ40    | + 09.41.40 |
| 8    | 167 | Gérard Planson / Planson              | Mercedes 280GE | + 10.36.43 |
| 9    | 150 | Claude Marreau / Bernard Marreau      | Renault 18     | + 10.32.12 |
| 10   | 160 | Jean-Pierre Kurrer / Zanone           | Portaro        | + 11.58.36 |